# Liopasia andrealis
Liopasia andrealis är en fjärilsart som beskrevs av Paul Dognin 1910. Liopasia andrealis ingår i släktet Liopasia och familjen Crambidae. Inga underarter finns listade i Catalogue of Life.